# Rotaract
Rotaract, el nom del qual prové de "Rotary in action" ("Rotary en acció") és un soci de Rotary International, que està format per joves de tots dos sexes, les seves edats son entre els 18 i els 30 anys inclusivament. La institució té com a propòsit oferir una oportunitat a homes i dones joves per augmentar els coneixements i condicions que els ajudin en el seu desenvolupament personal, i els impulsin a buscar una solució per a les necessitats físiques i socials de les seves comunitats, promovent millors relacions entre els pobles de tot el món en un marc d'amistat i servei. Els rotaractians tenen accés als nombrosos mitjans que ofereixen Rotary Internacional i la Fundació Rotary.

## Història
Rotaract va ser creat als Estats Units en 1968 per Rotary International, com un projecte de servei a la comunitat destinat al fet que els joves tinguin un àmbit on puguin desenvolupar-se personalment atenent les necessitats de les seves comunitats. El primer club va ser el de la Universitat de Carolina del Nord i el segon va ser Rotaract Santa Fe - a la província de Santa Fe, Argentina.
En l'any 2013, Rotaract estava format per 9,723 clubs en 525 districtes de 178 països. Es creu que el nombre de membres està al voltant de 205.600 rotaractians, acompanyats d'uns 198.000 interactians (12 a 18 anys) i 1.300.000 Rotaris.

## Filosofia
Rotaract comparteix amb Rotary la filosofia de la consciència i la fraternitat internacional, la solidaritat, l'amistat amb vocació i actitud de servei, l'ètica en els negocis, professions i oficis, i el servei, en contrast amb la beneficència, com el millor camí per aconseguir la pau al món. És una organització no confessional ni partidista, i inclou entre els seus membres a joves amb les més diverses creences i ideologies personals i religioses.

## Objectius
Rotaract és una organització sense ànim de lucre (OSAL), dedicada a desenvolupar el lideratge dels seus socis, fomentar l'amistat i brindar servei a la comunitat mitjançant els més diversos projectes que pugui sostenir cada club a títol individual, o aliat amb altres clubs al món sencer.

## Funcionament
Cada club consta d'una junta directiva integrada per un president democràticament triat, un vicepresident, un secretari, un tresorer, un Macero (mestre de cerimònia rotaria), un fiscal i el president anterior. A més de la junta directiva existeixen 5 comitès (o àrees, o també anomenades "Avingudes") de treball obligatòries i altres creades pels mateixos clubs. Cada àrea té un director i tots els membres de la junta directiva i els directors de comitè duren un any en el seu càrrec:
- Comitè de Desenvolupament professional: S'encarrega d'organitzar xerrades i activitats que serveixin per millorar les qualitats personals (lideratge, motivació, treball en equip, planificació estratègica...) i tenir un millor desenvolupament en els estudis, professions o oficis.

- Comitè de Servei en el club: Aquesta avinguda realitza tot tipus d'activitats perquè els socis i aspirants se sentin a gust, i crea àmbits on l'amistat pugui sorgir. Festejos, campaments, sortides, l'assistència i l'augment de la filiació són les seves responsabilitats. També s'encarrega de la instrucció dels socis en tot el referent a l'organització, tant de Rotaract com de Rotary i tots els seus programes i activitats.

- Comitè de Servei en la comunitat: Des d'aquesta avinguda es planifiquen, executen i avaluen projectes de servei segons les necessitats de la comunitat, sempre que siguin possible, tals com la creació d'hortes, biblioteques, fins a donació de calçats i jocs amb nens o ancians.

- Comitè de Servei internacional: Una qualitat de Rotaract és la seva internacionalitat, i la creença que la pau s'aconsegueix coneixent i creant llaços d'amistat a tot el món: projectes en conjunt amb clubs de tot el món, intercanvis, agermanaments i fluïda comunicació són la porta d'aquesta avinguda.

- Comitè de Relacions públiques (no obligatòria però molt difosa): S'encarrega de la difusió de l'ideal i de les activitats de Rotaract per aconseguir un major suport i compromís d'altres organitzacions, institucions i empreses. Es fa mitjançant anuncis i publicacions en radi, TV i premsa.

- Comitè de Finances: La majoria de les vegades els clubs de Rotaract no compten amb capital per desenvolupar les seves activitats. Malgrat això, a vegades requereixen fons per als projectes de cada club. L'objectiu d'aquesta avinguda és, justament, generar i executar idees per recaptar aquests fons.